# Dipartimento di Rivadavia (Salta)
Rivadavia è un dipartimento argentino, situato nella parte orientale della provincia di Salta, con capoluogo Coronel Juan Solá.
Esso confina a nord con le repubbliche della Bolivia e del Paraguay, a est con le province del Chaco e di Formosa, a sud e ad ovest con il dipartimento di Anta, e ad ovest con i dipartimenti di Orán e General San Martín.
Secondo il censimento del 2010, su un territorio di 25.951 km², la popolazione ammontava a 30.357 abitanti, con un aumento demografico del 10,9% rispetto al censimento del 2001.
Il dipartimento, nel 2001, è suddiviso in 3 comuni (municipios):
- Coronel Juan Solá
- Rivadavia
- Santa Victoria Este